# Ah.E.
Die Abkürzung Ah.E. war im 19. und 20. Jahrhundert in der Verwaltungssprache der Monarchien, zumal in der k.u.k.-Armee, gebräuchlich und stand für Allerhöchste Entschließung. 
Das Adjektiv "allerhöchst" bezog sich dabei auf die Person des jeweiligen Monarchen, der als Kaiser das Staatsoberhaupt (sowie zu Kriegszeiten nominell der oberste Feldherr) war.

## Beispiele
Infolgedessen fanden sich in amtlichen Bekanntmachungen, Schreiben, Urkunden usw. der Jahre bis 1918 häufig Wendungen wie
- "Verleihung der Silbernen Tapferkeitsmedaille I. Kl. für Offiziere durch Ah.E. v. 29.4.18" (Österreich)
- König Ludwig III.: „Allerhöchste Erklärung über die Regentschaft“ vom 5. November 1913 (Bayern)[1]
- Allerhöchste Entschließung Kurfürst Wilhelms II. von Hessen-Kassel vom 17. August 1827[2]